# شاربسفيل (إنديانا)
شاربسفيل (بالإنجليزية: Sharpsville town, Indiana)‏ هي بلدة تقع بولاية إنديانا في الولايات المتحدة. تبلغ مساحتها 0.60 كم2، وترتفع عن سطح البحر 268 م، بلغ عدد سكانها 607 نسمة في عام 2010 حسب إحصاء مكتب تعداد الولايات المتحدة وتصل الكثافة السكانية فيها 1,011.7 نسمة لكل كيلومتر مربع (2,620.3/ميل2).

## التركيبة السكانية
حدّد مكتب تعداد الولايات المتحدة بيانات التركيبة السكانية لشاربسفيل في تعداد الولايات المتحدة. في ما يلي، التركيبة السكانية حسب تعدادي 2000 و2010.

### تعداد عام 2000
بلغ عدد سكان شاربسفيل 618 نسمة بحسب تعداد عام 2000، وبلغ عدد الأسر 232 أسرة وعدد العائلات 179 عائلة مقيمة في البلدة. في حين سجلت الكثافة السكانية 1,030 نسمة لكل كيلومتر مربع (2,667.7/ميل2). وبلغ عدد الوحدات السكنية 243 وحدة بمتوسط كثافة قدره 405 لكل كيلومتر مربع (1,048.9/ميل2).
وتوزع التركيب العرقي للبلدة بنسبة 98.54% من البيض و0.32% من الأمريكيين الأفارقة و0.16% من الأمريكيين ذوي الأصول الآسيوية و0.32% من سكان جزر المحيط الهادئ و0.49% من الأعراق الأخرى و0.16% من عرقين مختلطين أو أكثر و1.29% من الهسبانيون أو اللاتينيون من أي عرق.
بلغ عدد الأسر 232 أسرة كانت نسبة 43.1% منها لديها أطفال تحت سن الثامنة عشر تعيش معهم، وبلغت نسبة الأزواج القاطنين مع بعضهم البعض 62.9% من أصل المجموع الكلي للأسر، ونسبة 10.8% من الأسر كان لديها معيلات من الإناث دون وجود شريك، بينما كانت نسبة 3.4% من الأسر لديها معيلون من الذكور دون وجود شريكة وكانت نسبة 22.8% من غير العائلات. تألفت نسبة 19.4% من أصل جميع الأسر من عدة أفراد يعيشون في نفس المنزل ونسبة 10.8% كانت تتألف من شخص يعيش بمفرده يبلغ من العمر 65 عاماً أو أكثر. وبلغ متوسط حجم الأسرة المعيشية 2.66، أما متوسط حجم العائلات فبلغ 3.03.
بلغ العمر الوسطي للسكان 34.6 عاماً. وكانت نسبة 28.5% من القاطنين تحت سن الثامنة عشر، وكانت نسبة 6.6% بين الثامنة عشر والرابعة والعشرين عاماً، ونسبة 33% كانت واقعةً في الفئة العمرية ما بين الخامسة والعشرين والرابعة والأربعين عاماً، ونسبة 20.9% كانت ما بين الخامسة والأربعين والرابعة والستين، ونسبة 11% كانت ضمن فئة الخامسة والستين عاماً فما فوق. يوجد لكل 100 أنثى 96.2 ذكر، ويوجد لكل 100 أنثى في الثامنة عشر من عمرها فما فوق 92.2 ذكر.
بلغ متوسط دخل الأسرة في البلدة 52,292 دولارًا، أما متوسط دخل العائلة فبلغ 58,750 دولارًا. وكان متوسط دخل الذكور 46,389 دولارًا مقابل 30,417 دولارًا للإناث. وسجل دخل الفرد الخاص بالبلدة 22,480 دولارًا. وكانت نسبة 1.2% من العائلات ونسبة 2.8% من السكان تحت خط الفقر، وكان من هؤلاء نسبة 2.1% تحت سن الثامنة عشر ونسبة 0% في الخامسة والستين من العمر وما فوق.

### تعداد عام 2010
بلغ عدد سكان شاربسفيل 607 نسمة بحسب تعداد عام 2010، وبلغ عدد الأسر 227 أسرة وعدد العائلات 168 عائلة مقيمة في البلدة. في حين سجلت الكثافة السكانية 1,011.7 نسمة لكل كيلومتر مربع (2,620.3/ميل2). وبلغ عدد الوحدات السكنية 255 وحدة بمتوسط كثافة قدره 425 لكل كيلومتر مربع (1,100.7/ميل2).
وتوزع التركيب العرقي للبلدة بنسبة 97.53% من البيض و0.16% من الأمريكيين الأفارقة و0.66% من الأعراق الأخرى و1.65% من عرقين مختلطين أو أكثر و1.98% من الهسبانيون أو اللاتينيون من أي عرق.
بلغ عدد الأسر 227 أسرة كانت نسبة 38.3% منها لديها أطفال تحت سن الثامنة عشر تعيش معهم، وبلغت نسبة الأزواج القاطنين مع بعضهم البعض 54.6% من أصل المجموع الكلي للأسر، ونسبة 14.5% من الأسر كان لديها معيلات من الإناث دون وجود شريك، بينما كانت نسبة 4.8% من الأسر لديها معيلون من الذكور دون وجود شريكة وكانت نسبة 26% من غير العائلات. تألفت نسبة 21.1% من أصل جميع الأسر من عدة أفراد يعيشون في نفس المنزل ونسبة 7% كانت تتألف من شخص يعيش بمفرده يبلغ من العمر 65 عاماً أو أكثر. وبلغ متوسط حجم الأسرة المعيشية 2.67، أما متوسط حجم العائلات فبلغ 3.05.
بلغ العمر الوسطي للسكان 38.2 عاماً. وكانت نسبة 28% من القاطنين تحت سن الثامنة عشر، وكانت نسبة 8.1% بين الثامنة عشر والرابعة والعشرين عاماً، ونسبة 24.2% كانت واقعةً في الفئة العمرية ما بين الخامسة والعشرين والرابعة والأربعين عاماً، ونسبة 30% كانت ما بين الخامسة والأربعين والرابعة والستين، ونسبة 9.7% كانت ضمن فئة الخامسة والستين عاماً فما فوق. وتوزع التركيب الجنسي للسكان بنسبة 49.4% ذكور و50.6% إناث.